# Gerhard Dallmann
Gerhard Dallmann (* 18. Juni 1926 in Stettin; † 7. Januar 2022) war ein deutscher Pastor und Schriftsteller.

## Leben und Wirken
Gerhard Dallmann war Sohn eines Kaufmanns und einer Klavierlehrerin. Er besuchte in seiner Heimatstadt Stettin das Schiller-Realgymnasium, brach die Schule aber ab und begann 1940 eine Optikerlehre. 1942 wurde er zum Reichsarbeitsdienst eingezogen, unmittelbar danach 1943 zur Wehrmacht. Dort war er Funker bei der Kriegsmarine. 1945 desertierte er nach Dänemark und wurde in Abwesenheit zum Tode verurteilt. Obwohl Deserteur, kam er nach Kriegsende als Kriegsgefangener nach Belgien, wo er in einem Kohlebergwerk arbeiten musste.
Nach Entlassung aus der Kriegsgefangenschaft im November 1947 begann er 1948 die diakonische Ausbildung und war ab 1951 in der Jugendarbeit in der Pommerschen Evangelischen Kirche tätig. Ab 1954 war er Pastor in Tribsees. Er übernahm 1960 eine Stellung als Ausbildungsleiter im Diakoniehaus Züssow und war danach von 1965 bis zum Ruhestand 1991 Pastor an der Bugenhagenkirche in Greifswald-Wieck.
Dallmann veröffentlichte ab 1975 Erzählungen, Romane und Jugendbücher. Sie spielen in Pommern, wobei er in seinen in der DDR veröffentlichten Büchern die Namen „Pommern“ und „Stettin“ nicht verwenden durfte.
Gerhard Dallmann war verheiratet und hatte drei Kinder; sein ältester Sohn ist der Hornist und Musikprofessor Christian-Friedrich Dallmann. Sein älterer Bruder Wolfgang Dallmann (1924–2008) wurde Professor für Kirchenmusik in Heidelberg. Gerhard Dallmann starb im Januar 2022 im Alter von 95 Jahren.

## Schriften (Auswahl)
- Logbuch und Agende. Sechs Abschnitte aus dem Leben des Klaus Wehrmann. Eine Geschichte. Evangelische Verlagsanstalt, Berlin 1975.
- Gedankenstriche. 12 Geschichten um den Kalender. Evangelische Verlagsanstalt, Berlin 1975 (Holzschnitte von Renate Jäger; gekürzte Ausgabe unter dem Titel Gedankenstriche. 6 Geschichten um den Kalender. Christliche Verlagsanstalt, Konstanz 1977).
- Im Sturm. Erzählungen von der Ostseeküste. Mit Walther Bindemann. Evangelische Verlagsanstalt, Berlin 1975.
- Geh hin, es klingelt. Geschichten von willkommenen und unwillkommenen Besuchern. Evangelische Verlagsanstalt,  Berlin 1976.
- Ihr erster Tag. Kleines Ferienbuch. Evangelische Verlagsanstalt, Berlin 1977.
- Das Kahnweib. Roman. Evangelische Verlagsanstalt, Berlin 1977.
- Die Sommerkinder von Ralswiek. Ein Ferienabenteuer. Evangelische Verlagsanstalt, Berlin 1980; Neuausgaben im Friedrich Bahn Verlag, Konstanz 1983, ISBN 3-7621-4068-5, und im Demmler Verlag, Ribnitz-Damgarten 2023, ISBN 978-3-944102-56-6.
- Peter Pött und andere. Geschichten von Fremden und Freunden. Evangelische Verlagsanstalt, Berlin 1981.
- Brücke, Boot und Bienenhaus. Ein Ferienerlebnis. Evangelische Verlagsanstalt, Berlin 1985.
- Das Blechpottorchester. Eine Feriengeschichte. Evangelische Verlagsanstalt, Berlin 1988.
- Otto Schmeerlapps Weihnachtspredigt. Christliches Verlags-Haus, Stuttgart 1992, ISBN 3-7675-7615-5.
- Das Jahr hat viele Farben. Geschichten zum Jahreskreis. Christliches Verlags-Haus, Stuttgart 1992, ISBN 3-7675-1535-0.
- Dornenzeit. Ein Hiddensee-Roman. Vision-Verlag, Berlin 1993. ISBN 3-928787-05-5
- Philipp Otto Runge. ... bleib bewundernd stehen. Romanbiographie. Ginkgo-Park, Gützkow 1995, ISBN 3-9804189-1-X.
- Carl Loewe, ein Leben für die Musik. Lebensskizze eines romantischen Musikers. Ginkgo-Park, Gützkow 1996, ISBN 3-9804189-3-6.
- Hiddenseer Inselgeschichten. Vision-Verlag, Berlin 2000, ISBN 3-928787-17-9.
- Wintergeschichten. Edition Anker, Stuttgart 2002, ISBN 3-7675-3736-2.
- Das arme Lied. Lebensskizze der Alwine Wuthenow alias Annmariek Schulten. Neuenkirchen 2014, ISBN 978-3-00-045280-2.